# Paweł Musioł (nauczyciel)
Paweł Musioł (ur. 30 grudnia 1905 w Lesznej Górnej, zm. 19 lutego 1943 w Katowicach) – polski polityk, publicysta, historyk literatury śląskiej, nauczyciel.

## Życiorys
Pochodził z rodziny chłopskiej, był synem Józefa i Zuzanny z Waliczków. W 1923 debiutował nowelą Zemsta na łamach „Gwiazdki Cieszyńskiej”. Studiował w latach 1926–1930 na Uniwersytecie Jagiellońskim pod kierunkiem Ignacego Chrzanowskiego, uzyskując w 1930 dyplom magistra filozofii. Pracował następnie jako nauczyciel języka polskiego i historii w Państwowym Gimnazjum Żeńskim im. Jana III Sobieskiego w Tarnowskich Górach (1930–1932), w Państwowym Gimnazjum Klasycznym w Królewskiej Hucie (1932–1935) i w Państwowym Gimnazjum w Mysłowicach (od 1936).
Jako student działał w Towarzystwie Wzajemnej Pomocy Uczniów UJ „Bratniak”, w latach 1928–1930 był prezesem Zarządu Głównego Stowarzyszenia Akademików Polskich na Śląsku „Znicz” – organizacji skupiającej studentów-cieszyniaków. Nawiązał kontakty z Władysławem Orkanem, Zofią Kossak i Gustawem Morcinkiem. W 1929 wszedł do redakcji wznowionego wówczas kwartalnika „Zaranie Śląskie”. W 1931 utworzył stowarzyszenie „Nowa Polska”, skupiające przede wszystkim przedstawicieli młodego pokolenia śląskiej inteligencji (Alojzy Targ, Jan Kotajny, Emil Świerzy) i został redaktorem naczelnym „Nowej Polski” (1931–1932); stowarzyszenie zostało wkrótce rozwiązane przez władze. Wraz ze swoim środowiskiem, określanym powszechnie „Musiołowcami”, zaangażował się w tworzenie Ochotniczych Drużyn Roboczych, pełniąc w inspektoracie ODR dla województwa śląskiego funkcje instruktora oświatowego (1933–1936) i kierownika zatrudnienia młodzieży (1935–1936), a także Oddziałów Młodzieży Powstańczej oraz Robotniczego Instytutu Oświaty i Kultury im. Stefana Żeromskiego. Na czele swojego środowiska współpracował początkowo z sanacją śląską, otrzymał płatny urlop na działalność w ODR od wojewody śląskiego Michała Grażyńskiego, jednak nie zyskał jego przychylności.
W grudniu 1935 przystąpił do Ruchu Narodowo-Radykalnego „Falanga” i został jego liderem na Śląsku. Redagował „Kuźnicę. Pismo narodowo-radykalne” (1935–1937), śląski organ Falangi, który odegrał rolę jednego z najważniejszych czasopism kulturalnych na Górnym Śląsku (na łamach „Kuźnicy” debiutował m.in. Wilhelm Szewczyk) i kierował klubem dyskusyjnym Kuźnica. Od października 1936 do marca 1937 pełnił służbę w Komendzie Głównej junackich hufców pracy. Od 1937 był działaczem Związku Młodej Polski, organizacji młodzieżowej Obozu Zjednoczenia Narodowego i wydał trzy numery miesięcznika o tej samej nazwie. 29 września 1937 został ustanowiony kuratorem Związku Nauczycielstwa Polskiego przy poparciu Adama Koca w ramach rządowej rozprawy z lewicowym kierownictwem ZNP, wkraczając do siedziby związku na czele grupy falangistów i przystępując do zwalniania pracowników, ale wobec masowego bojkotu jego zarządzeń, strajków okupacyjnych wszczętych przez ZNP w większości powiatów i kontrakcji lewicy sanacyjnej został 12 listopada tego samego roku odwołany i zastąpiony przez umiarkowanego Seweryna Maciszewskiego.
11 marca 1939 obronił na Uniwersytecie Jagiellońskim dysertację Dzieje piśmiennictwa śląskiego w języku polskim do początków XIX wieku (wydaną pośmiertnie w 1970) uzyskując stopień naukowy doktora.
W kampanii wrześniowej dowodził oddziałem karabinów maszynowych. Pod Rawą Ruską wzięty do niewoli, zbiegł z niej i powrócił na Zaolzie. W czasie okupacji niemieckiej 11 listopada 1939 wstąpił do Tajnej Organizacji Wojskowej, ukrywał się poszukiwany przez Gestapo w związku z przedwojenną działalnością polityczną. Pod koniec 1939 dołączył do Związku Walki Zbrojnej, którym kierował na Śląsku Józef Korol. Pełnił funkcję inspektora ZWZ w powiecie cieszyńskim i faktycznie także w bielskim. Był zastępcą szefa okręgu cieszyńsko-podhalańskiego Stronnictwa Narodowego („Kwadrat”). Przebywał potajemnie w Brennej, gdzie napisał szkic o prawie Polski do granicy na Odrze i Nysie Łużyckiej, a po śmierci Korola w sierpniu 1940 ponownie w Cieszynie. 3 marca 1941 aresztowany przez Gestapo i po blisko dwuletnim ciężkim śledztwie prowadzonym w różnych więzieniach (Cieszyn, Katowice, Zwickau, Bytom) 30 listopada 1942 skazany za zdradę stanu i w nocy 19 lutego 1943 zgilotynowany w katowickim więzieniu.